# The Honor System
Pour plus de détails, voir Fiche technique et Distribution.
The Honor System est un film américain réalisé par Raoul Walsh, sorti en 1917.

## Synopsis
Joseph Stanton est condamné à la prison à vie pour avoir tué un homme. Il arrive à envoyer une plainte au gouverneur lui demandant d'enquêter sur les conditions d'emprisonnement. Le sénateur Harrington, un politicien corrompu, va chercher à nuire à Stanton.

## Fiche technique
- Titre original : The Honor System
- Réalisation : Raoul Walsh
- Scénario : Raoul Walsh, d'après le roman The Honor System de Henry Christeen Warnack
- Intertitres : Hettie Grey Baker
- Décors : George Grenier
- Photographie : Georges Benoît, George Richter, Len Powers
- Montage : Hettie Grey Baker
- Musique : S. L. Rothapfel
- Production : William Fox
- Société de production : Fox Film Corporation
- Société de distribution : Fox Film Corporation
- Pays d’origine :  États-Unis
- Langue originale : anglais
- Format : noir et blanc — 35 mm — 1,37:1 — Film muet
- Genre : drame
- Durée : 100 minutes
- Date de sortie :
  - États-Unis : 6 février 1917 (première au Lyric Theatre à New York)
- Licence : Domaine public

## Distribution
- Milton Sills : Joseph Stanton
- Cora Drew : sa mère
- James A. Marcus : le Gouverneur Hunter
- Arthur Mackley : Steven Holt
- Miriam Cooper : Edith
- George Walsh : Jack Taylor
- Charles Clary : le sénateur Crales Harrington
- Gladys Brockwell : Trixie Bennett
- Roy Rice : "Trois doigts" Louis
- Pomeroy Cannon : James Phelan
- Johnny Reese : Mugsey

## Autour du film
- Les séquences de prison ont été tournées à la prison d'état de l'Arizona[1]